# Mathias Mayer
Mathias Mayer (* 30. Juni 1958 in Freiburg im Breisgau) ist ein deutscher Germanist, Professor im Ruhestand und Freier Mitarbeiter u. a. der FAZ.

## Leben
Studium Germanistik, Philosophie, Anglistik in Freiburg i. Br. und Wien; Professor für Neuere Deutsche Literaturwissenschaft in Regensburg (1995–2002) und Augsburg (2002–2024).

### Forschungsschwerpunkte
- zuletzt: Platon in der deutschen Literatur, Shakespeare, Goethe, Kafka
- Deutsche Literaturgeschichte 18. Jahrhundert bis Gegenwart, besonders Goethe(zeit), österreichische Literatur, Klassische Moderne
- Schnittmengen Literatur – Philosophie/Ethik, Literatur – Musik

## Werke (Auswahl)
- ›Macbeth‹ – Die Erfindung der Botenstoffe, Heidelberg 2024.
- King Lear – Die Tragödie des Zuschauers. Ästhetik und Ethik der Empathie, Göttingen 2022.
- Platons Macht über die deutsche Literatur, Frankfurt am Main 2022.
- Eigentlichst, nachbarlichst, der Deinigste. Goethes absoluteste Freiheit des Superlativs. Heidelberg 2018.
- Faust-Handbuch. Konstellationen – Diskurse – Medien, hg. von Carsten Rohde, Thorsten Valk, Mathias Mayer, Stuttgart, Weimar 2018.
- Nanotextualität. Ethik und Ästhetik minimalistischer Formen, hg. von Franz Fromholzer, Mathias Mayer, Julian Werlitz, München 2017.
- Hofmannsthal-Handbuch. Leben – Werk – Wirkung, hg. von Mathias Mayer, Julian Werlitz, Stuttgart 2016.
- Franz Kafkas Litotes. Logik und Rhetorik der doppelten Verneinung, München 2015.[3]